# Mortimer Dormer Leggett
Mortimer Dormer Legget (Ithaca, 19 aprile 1821 – Cleveland, 6 gennaio 1896) è stato un generale statunitense.
Durante la Guerra civile americana servì, con il grado di maggior generale, nell'esercito dell'Unione.

## Biografia
Inizialmente studiò medicina, e poi legge, che praticò, con discreto successo, a Akron nell'Ohio. Per incrementare le sue entrate si dedicò anche all'insegnamento, che svolse nelle scuole pubbliche di Akron e Warren. Nel 1858 fu nominato amministratore scolastico a Zanesville, sempre nell'Ohio.
Allo scoppio della guerra civile, Leggett si arruolò come volontario nello staff del suo amico George B. McClellan nella Virginia dell'ovest. Aiutò a costituire il 78º Fanteria dei volontari dell'Ohio e lì, nel 1862, fu incaricato come ufficiale con il grado di colonnello. Comandò il suo reggimento nelle battaglie di Fort Donelson, Shiloh, e Corinth. Nel novembre del 1862 fu nominato generale di brigata dei volontari e partecipò alla Campagna di Vicksburg, nella quale fu ferito abbastanza gravemente. Ristabilitosi, Leggett comandò la III divisione del VII Corpo d'armata durante la Campagna di Atlanta e la marcia verso il mare di Sherman. Nel 1864 fu nominato temporaneamente maggior generale dei volontari, grado che gli fu confermato un anno più tardi. Le ultime azioni di guerra che lo videro protagonista, si svolsero nell'estate del 1865 durante la Campagna delle Carolina.